# ROKS (lança-chamas)

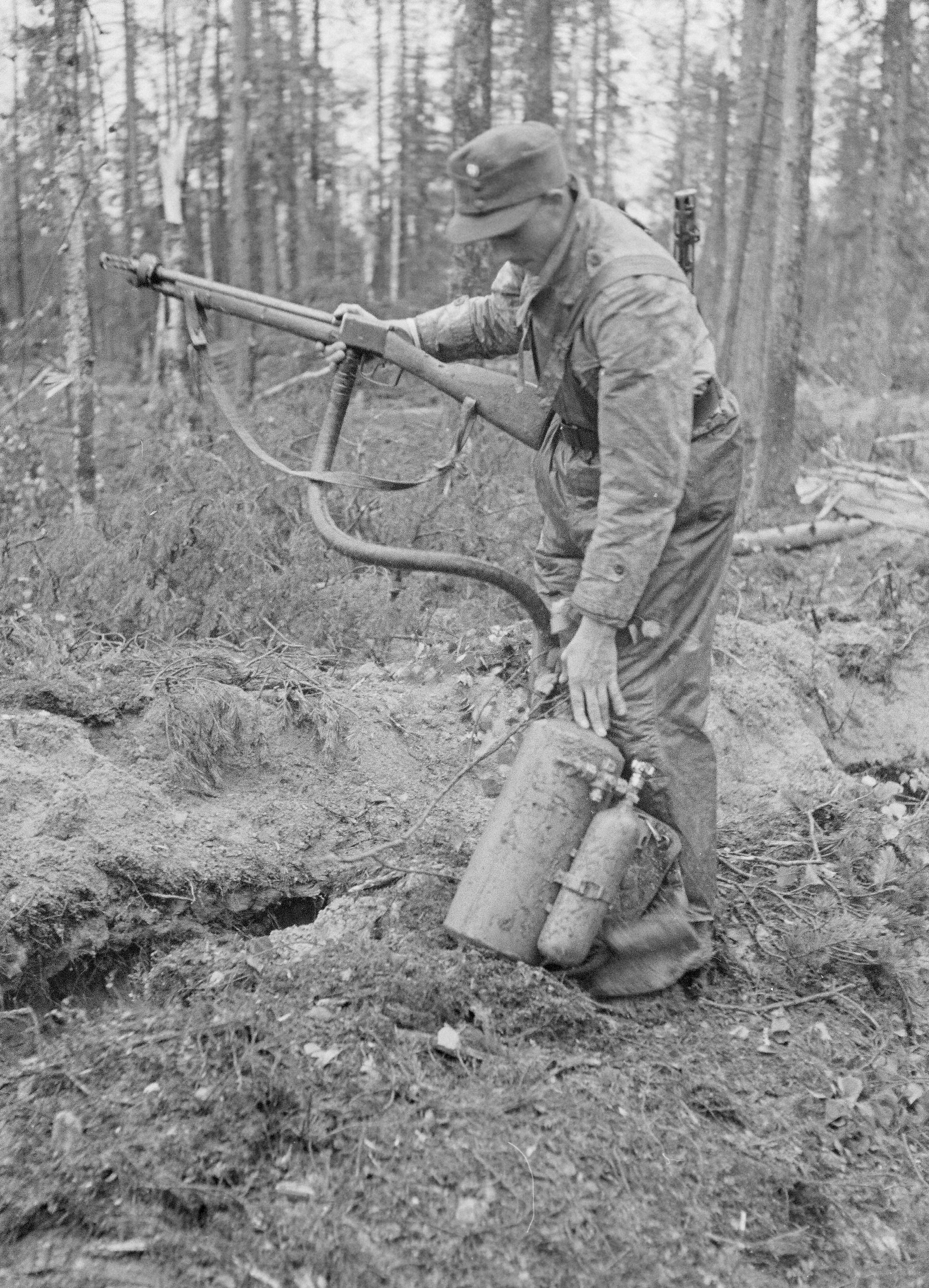
Um soldado finlandês com um lança-chamas ROKS-3 capturado, junho de 1943

O ROKS-2 e o ROKS-3 (abreviado do russo, Rantseviy Ognemyot Kluyeva-Sergeyeva; Ранцевый Огнемёт Клюева — Сергеева; "Lança-chamas de mochila Kluyev-Sergeyev") eram lança-chamas portáteis usados pela URSS na Segunda Guerra Mundial.
O ROKS-2 foi projetado para não chamar a atenção, então os tanques de combustível e gás foram escondidos sob uma carcaça externa de chapa metálica semelhante a uma mochila; o projetor de chama foi projetado para se parecer com um fuzil Mosin-Nagant padrão. O objetivo disso era evitar que o operador fosse alvo específico do inimigo. Os tiros de chama eram disparados com cartuchos 7,62×25mm Tokarev especialmente modificados.
O ROKS-2 foi usado, entre outros combates, durante os combates de curta distância durante os primeiros dias da Batalha de Kursk em 1943.
O ROKS-3 era um modelo simplificado projetado para ser mais fácil de fabricar. Acabou com o disfarce da mochila, mas manteve o projetor de chamas projetado para lembrar um fuzil. Ambos os modelos transportavam cerca de 9 litros de combustível. O combustível era impulsionado por gás nitrogênio pressurizado a 115 bar e, em circunstâncias ideais, tinha alcance máximo de cerca de 45 metros.
A designação finlandesa para unidades do ROKS-2 capturadas era liekinheitin M/41-r. Os lança-chamas soviéticos capturados foram usados pelas forças finlandesas durante a Guerra de Continuação. Eles eram operados por equipes de engenheiros de combate de dois homens. Eles eram bem vistos pelos finlandeses, embora lança-chamas de todos os tipos fossem pouco utilizados pelas forças finlandesas.
Algumas unidades do ROKS-3 foram fornecidas à Coreia do Norte, Egito e Síria.